# Chloroleucon
Chloroleucon là một chi thực vật có hoa trong họ Đậu.